# Galium schmidii
Galium schmidii là một loài thực vật có hoa trong họ Thiến thảo. Loài này được Arrigoni mô tả khoa học đầu tiên năm 1972.